# Hoheweg (Schiff, 1974)
Die Hoheweg war ein Fischkutter, der am 8. November 2006 abends in der Außenweser sank. Das Unglück, bei dem vier Seeleute ums Leben kamen, war eines der schwersten Schiffsunglücke der vergangenen Jahre in der Nordsee. Aufgrund der Umstände des Unglücks und der zunächst vermissten Seeleute war das Interesse der Medien von Anfang an groß.

## Geschichte

### Bau und Nutzung
Der Fischkutter wurde 1974 auf der Schiffswerft Julius Diedrich im ostfriesischen Oldersum unter der Baunummer 123 als Roswitha mit Heimathafen Bremerhaven (Fischereikennzeichen: BX 758) gebaut. Er war als Seitenfängerfischkutter konstruiert. Angetrieben wurde der Fischkutter von einem Deutz-Achtzylinder-Viertakt-Dieselmotor mit 560 PS Leistung (412,2 kW, nachträglich zur Einhaltung einer Verordnung zur Begrenzung der Motorleistung für Fischereifahrzeuge auf 221 kW gedrosselt), der auf einen Festpropeller wirkte. 1980 wurde der Fischkutter zur Erhöhung des Propellerschubs mit einer Kortdüse ausgerüstet und mit einem Wetterschutzdeck versehen. Die Umbauarbeiten fanden unter Aufsicht des Germanischen Lloyds bzw. der See-Berufsgenossenschaft statt. Eingesetzt wurde der Fischkutter in der Nordsee bis zu den Färöern und westlich der Shetlandinseln.
Im Januar 1990 wurde der Fischkutter nach Brake verkauft und in Hoheweg umbenannt. Im Winter 2003/2004 wurden in Brake ohne Aufsicht der Klassifikationsgesellschaft oder der See-Berufsgenossenschaft umfangreiche Umbauten am Kutter vorgenommen. Hierbei wurde die Hoheweg auch von einem Seitentrawler zu einem Heckfänger umgerüstet.

### Untergang
Am 8. November 2006 war die Hoheweg bei westlichen Winden von bis zu 8 Beaufort auf dem Weg von Brake in die Ostsee, um dort zu fischen. Neben dem Kapitän befanden sich drei Besatzungsmitglieder – ein Steuermann, ein Decksmann sowie ein Auszubildender – an Bord.
Gegen 20:44 Uhr verschwanden das Radarecho und die AIS-Positionsanzeige des Kutters im Bereich der Alten Weser bei den Nordergründen. Eine Notmeldung wurde um 20:44:45 Uhr von der aufgeschwommenen EPIRB des Kutters empfangen, woraufhin – nachdem der Kutter über Sprechfunk nicht antwortete – von der Seenotleitung der DGzRS in Bremen (MRCC Bremen) eine Suchaktion nach dem Kutter eingeleitet wurde, an der die Seenotkreuzer Hermann Marwede, Hermann Helms, Bernhard Gruben, Vormann Steffens und Hannes Glogner sowie zeitweise das Fischereischutzboot Meerkatze, das Mehrzweckschiff Neuwerk und die beiden Polizeiboote Bürgermeister Brauer und Bremen 2 beteiligt waren. An der Suchaktion waren auch Flugzeuge und Hubschrauber der Deutschen Marine beteiligt (Breguet Atlantic und Dornier 228 sowie SeaKing und Westland Lynx), deren Einsatz vom RCC Glücksburg koordiniert wurde.
Während der Suchaktion und am nächsten Tag, an der sich zusätzlich noch der Seenotkreuzer Hans Hackmack, das Polizeiboot Niedersachsen 5 und erneut die Bremen 2 sowie der Zollkreuzer Bremerhaven beteiligten, wurden mehrere Gegenstände von der Hoheweg gefunden, u. a. Rettungsringe, das Schlauchboot des Kutters, die Rettungsinsel, Fischkisten, Fischnetzkugeln, Fischernetze und Tauwerk, Fender, Rettungswesten und persönliche Gegenstände der Besatzung wie Schuhe und Pullover. Am 9. November wurde die Suchaktion gegen 13:30 Uhr beendet, da aufgrund der Wassertemperatur nicht davon ausgegangen wurde, noch Überlebende des Schiffsunglücks zu finden.
Am 7. und 8. Dezember 2006 wurden die Leichen zweier Besatzungsmitglieder an der schleswig-holsteinischen Küste angespült. Die Leiche des Decksmanns wurde vor Pellworm, die des Steuermanns in der Nähe des Hauke-Haien-Kooges gefunden. Eine dritte Leiche, die des Auszubildenden, wurde am 10. Juni 2007 in der Nordsee zwischen Helgoland und der Elbmündung gefunden und geborgen. Die Leiche des Kapitäns des Fischkutters blieb vermisst.

### Bergung
Am 15. November wurde nach gezielter Suche nach dem Wrack der Hoheweg vom Vermessungs-, Wracksuch und Forschungsschiff Atair des Bundesamtes für Seeschifffahrt und Hydrographie (BSH) mittags auf den westlichen Nordergründen ein unbekanntes Wrack geortet, bei dem es sich mit hoher Wahrscheinlichkeit um den Fischkutter handelte. Am 17. November untersuchten Taucher vom Wracksuchschiff Wega das Wrack und bestätigten, dass es sich um die Hoheweg handelte. Das Wrack lag in circa 7 Metern Tiefe.
Da das Wrack eine Gefährdung für den Schiffsverkehr darstellte und eine Umweltgefährdung durch den an Bord befindlichen Treibstoff bestand, wurde die Bergung des Wracks durch das zuständige Wasser- und Schifffahrtsamt Bremerhaven angeordnet. Der zunächst dafür zuständige Eigner des Kutters gab das Wrack jedoch auf. Das Wasser- und Schifffahrtsamt Bremerhaven beauftragte daher nach einer Ausschreibung ein Unternehmen in Cuxhaven mit der Bergung des Wracks, die am 22. Juli 2007 mit Hilfe des Schwimmkrans Samson durchgeführt wurde, der bis zu 900 t heben kann. Das Wrack wurde anschließend nach Bremerhaven gebracht und bei der Bredo-Werft im Fischereihafen zur Untersuchung der Unglücksursache gedockt.

### Untersuchung zur Unglücksursache
Bei der Untersuchung des Wracks durch die Bundesstelle für Seeunfalluntersuchung und die Wasserschutzpolizei wurden keine Beschädigungen festgestellt, die zum Untergang des Kutters hätten führen können. Es wurde jedoch ein Deckwaschschlauch gefunden, der auf der Backbordseite des Kutters straff zur Kortdüse gespannt war. Der Schlauch war zwischen Propellerflügel und Kortdüse eingeklemmt und hatte den Propeller blockiert. An Deck des Kutters waren diverse Türen und Deckel zu den Fischraumluken nicht verschlossen.
Die Bundesstelle für Seeunfalluntersuchung stellte in ihrem am 15. März 2007 veröffentlichten Abschlussbericht fest, dass der durch den über Bord hängenden Schlauch blockierte Propeller zu einem Abwürgen des Motors geführt hatte. Der Kutter war dadurch nicht mehr manövrierfähig. Die umfangreichen Umbauten am Kutter im Winter 2003/2004 hatten zu einer deutlichen Verschlechterung der Stabilität geführt, so dass der manövrierunfähige Kutter kenterte und anschließend sank. Darüber hinaus war auch die Ankereinrichtung des Kutters nicht vorschriftsmäßig, so dass nach dem Ausfall der Maschinenanlage keine Notankerung möglich war.
Die Schlussfolgerungen der Bundesstelle für Seeunfalluntersuchung wurde vom Reeder des Kutters kritisiert. So seien bei der Untersuchung lediglich Berechnungen durchgeführt worden, das Wrack aber keinem Krängungsversuch unterzogen worden, um die theoretischen Werte zu überprüfen. Nach Abschluss der Untersuchungen zur Unglücksursache wurde der Kutter in Bremerhaven verschrottet.
Gegen den Eigner des Kutters wurde wegen fahrlässiger Tötung ermittelt. Das Verfahren wurde eingestellt.

### Rezeption
Radio Bremen produzierte eine Reportage über den Untergang der Hoheweg, die im März 2008 unter dem Titel „Tod im Sturm – die letzte Fahrt der Hoheweg“ erstmals im NDR-Fernsehen ausgestrahlt wurde.
Lars Schmitz-Eggen, Buchautor für maritime Zeitgeschichte, veröffentlichte 2009 ein Buch über den Untergang der Hoheweg.